# Jankovac (Bihać, BiH)
Jankovac je naseljeno mjesto u gradu Bihaću, Federacija Bosne i Hercegovine, BiH.

## Stanovništvo

### 1991.
Nacionalni sastav stanovništva 1991. godine, bio je sljedeći:
ukupno: 15
- Srbi - 15

### 2013.
Prema popisu iz 2013. godine bio je bez stanovnika.

## Vanjske poveznice
- Satelitska snimka  Arhivirana inačica izvorne stranice od 8. kolovoza 2020. (Wayback Machine)